# Norica Nicolai
Norica Nicolai z domu Clinci (ur. 27 stycznia 1958 w Sinai) – rumuńska polityk i prawniczka, była senator, deputowana do Parlamentu Europejskiego VII i VIII kadencji.

## Życiorys
W 1983 ukończyła studia prawnicze na Uniwersytecie Bukareszteńskim. Do 1991 była prokuratorem prokuratury rejonowej w Oltenicie. Później praktykowała jako radca prawny w prywatnej firmie.
W drugiej połowie lat 90. należała do chadeckiej partii chłopskiej. Od 1997 do 2000 pełniła funkcję sekretarza stanu w resorcie pracy i ochrony socjalnej w gabinecie Victora Ciorbei. W 2000 wstąpiła do Partii Narodowo-Liberalnej, w tym samym roku z ramienia liberałów została wybrana w skład rumuńskiego Senatu. Mandat odnowiła także cztery lata później.
W grudniu 2007 znalazła się w centrum konfliktu politycznego między premierem Călinem Popescu-Tăriceanu, który wysunął jej kandydaturę na wakujący urząd ministra sprawiedliwości, a prezydentem Traianem Băsescu. Ten ostatni odmówił jej nominacji, dążąc do zmiany kandydata, zarzucając Norice Nicolai popełniane przez nią błędy z czasów wykonywania zawodu prokuratora i jej negatywny wizerunek jako senatora. Spór zakończył się w sądzie konstytucyjnym, który ostatecznie w lutym 2008 uznał uprawnienie prezydenta do odrzucenia przedstawionej mu kandydatury na ministra. W tym samym roku Norica Nicolai przegrała wybory do Senatu kolejnej kadencji.
W wyborach w 2009 uzyskała mandat posłanki do Parlamentu Europejskiego. Przystąpiła do grupy Porozumienia Liberałów i Demokratów na rzecz Europy, została wiceprzewodniczącą Podkomisji Bezpieczeństwa i Obrony. W 2014 z powodzeniem ubiegała się o europarlamentarną reelekcję. W trakcie VIII kadencji opuściła PNL, dołączyła później do ugrupowania Sojusz Liberałów i Demokratów.